# Dar El Kamila
Dar El Kamila est un palais tunisien situé à La Marsa et qui abrite la résidence de l'ambassadeur de France en Tunisie.
Les inspirations multiples et les différents travaux d'agrandissement et d'embellissement au cours des XIXe et XXe siècles a été marqué par l'influence de l'architecture ottomane, hispano-maghrébine, italienne et du Sud tunisien.

## Histoire
La résidence d'été construite en 1800 est d'abord appelée Borj Monastiri, du nom d'un notable issu d'une famille bourgeoise tunisoise, le caïd Ahmed al-Munastiri, qui y apporte des aménagements importants pour ses visites estivales. Cette famille d'origine turque, aujourd'hui éteinte et originaire de la ville de Monastir dans l'Empire ottoman (aujourd'hui Bitola en Macédoine du Nord), s'est installée à Tunis au début du règne des Husseinites. Elle a fourni quelques riches négociants de chéchias avant leur intégration à la cour beylicale : trois mariages princiers viennent consacrer la mainmise de cette famille sur le sérail du bey entre 1822 et 1837, date de la mort du caïd Ahmed.
Le Borj Monastiri lui est offert par son beau-père, le souverain Mahmoud Bey, vers 1822. Après avoir été occupée par des princes, dignitaires et notables de Tunis, cette maison de plaisance est attribuée en 1857 par les autorités beylicales au consul de France, Léon Roches, qui la rebaptise Dar El Kamila, un nom qui évoque la perfection. Elle devient la résidence de l'ambassadeur de France en Tunisie après l'indépendance du pays. Ce palais est d'une très grande importance architecturale.

## Description

### Situation
Cette maison est située au cœur de La Marsa, à proximité de la mer et de la zaouïa de Sidi Salah.

### Architecture intérieure
L'accès à la demeure se fait par un escalier d'accès à l'étage, raide et sombre, comme dans les médinas, les pièces s'articulant autour d'un patio. On accède d'une part aux appartements privés et d'autre part aux pièces de réception.
Un portique à voûtes de stuc ouvragé, soutenu par de fines colonnettes, introduit la partie privative, l'ancien harem, aux faïences polychromes, stucs finement sculptés et plafonds à solives.
Les appartements se développent en grande pièce en T, dont l'alcôve centrale accueille le salon privé, donnant accès aux différentes chambres. L'une d'elles se distingue de l'ensemble traditionnel par son aspect plutôt moderne.

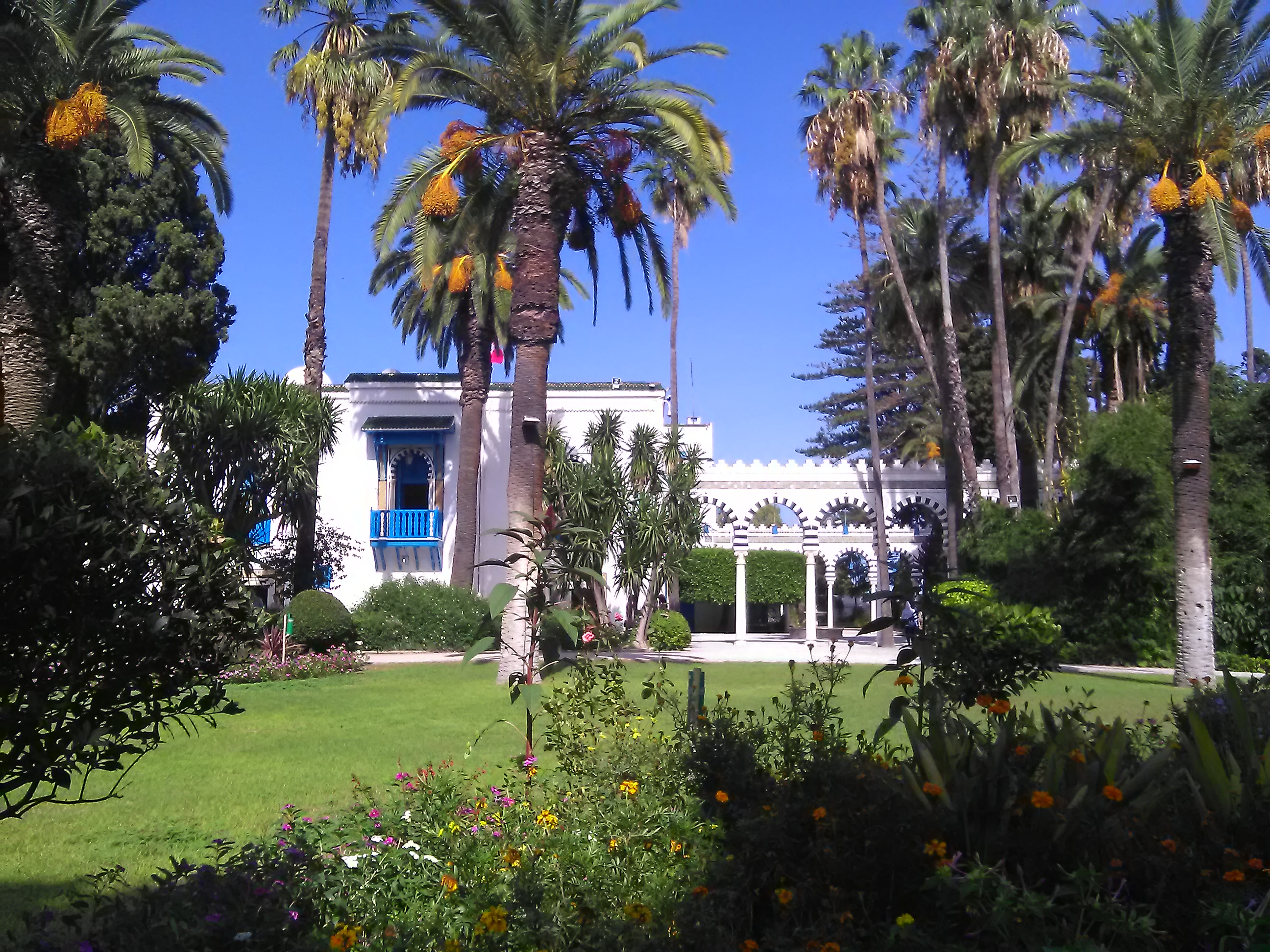
Vue dans le jardin.

Du côté opposé à la cour, des escaliers permettent l'accès à la partie de la maison réservée à l'apparat : de vastes pièces au décor italianisant et hispano-mauresque, des frises de stuc, des lambris de faïences napolitaines, un dallage de marbre et de hauts plafonds de bois peints, dorés et polychromes. Ces grands espaces mènent à une aile insolite de la demeure : la grande salle, réservée aux diners officiels, est surprenante par son architecture inspirée du Jérid puisqu'elle est surmontée de larges coupoles en brique pleine. Il s'agirait d'une extension, datant des années 1950 et s'inspirant de l'architecture du Sud tunisien, qui accueille au niveau du jardin une piscine intérieure baignée de lumière.

### Jardins
Le parc s'étend sur plus de trois hectares de verdure, agrémentés d'un jardin spécifique aux palais orientaux, d'une fontaine nichée de type arabo-musulman au fond du parc, de bancs et d'un kiosque de bois ouvragé. Un groupe en marbre appelé Idylle est réalisé par le sculpteur français Charles Joseph Lenoir (1844-1899), et acquis par l'État français en 1886 pour la résidence générale de Tunis.